# Skotnesfjorden
Skotnesfjorden er en fjordarm af Bindalsfjorden i Bindal kommune i Nordland fylke i Norge. Fjorden går 9 kilometer mod sydøst til Sagbotn i bunden af fjorden. Den indre del af fjorden bliver kaldt Selfjorden. Fjorden ligger øst for øerne Stavøya og Imøya. Indløbet mellem disse er Skotnessundet i nord og Stavøysundet i vest mellem Stavøya og Imøya og Kråksundet syd for Imøya.
Gården Skotnes ligger på nordsiden af fjorden og har ikke vejforbindelse til resten af omverdenen. Nord for Skotnes ligger Skotnesfjeldet eller Kalfjellet med en højde på 353 meter over havet.